# Marjorie Lee Browne
Marjorie Lee Browne   (Memphis, 9 de setembre de 1914 - Durham, 19 d'octubre de 1979) va ser una matemàtica estatunidenca, una de les primeres dones negres americanes en obtenir un doctorat en matemàtiques.

## Vida i Obra
El seu pare, un empleat de correu ferroviari, i la seva madrastra (la seva mare va morir quan només tenia dos anys) la van animar a estudiar matemàtiques i la va portar a la LeMoyne High School, una escola privada d'una associació per l'educació dels negres, per rebre l'ensenyament secundari. A continuació va estudiar matemàtiques a la universitat Howard a Washington DC (una universitat també per a negres), en la qual es va graduar el 1935. Després de graduar-se va ser professora durant un curs de la Gilbert Academy de Nova Orleans, abans de matricular-se a la universitat de Michigan (una de les poques universitats de recerca que acceptava negres), en la qual va obtenir el màster el 1939. A continuació va treballar al Wiley College de Marshall (Texas), mentre destinava els estius a preparar el seu doctorat, que va obtenir el 1949 a la universitat de Michigan, essent (juntament amb Euphemia Lofton Haynes i Evelyn Boyd Granville) una de les tres primeres dones negres en obtenir aquest grau acadèmic. Des de 1949 fins a la seva mort el 1979 va ser professora del North Carolina College, que va canviar de nom a Universitat Central de Carolina del Nord, dirigint el departament de matemàtiques de la universitat des de 1951 fins a 1970. Durant aquesta època, va rebre nombroses beques (de la Fundació Ford, de IBM, de la National Science Foundation, de Shell) que li van permetre fer estances a diferents universitats americanes.
Browne va ser una professora extraordinària que recolzava els seus estudiants i que pretenia millorar l'ensenyament de les matemàtiques a l'escola secundària. Per això va establir uns cursos d'estiu per la formació de professors de matemàtiques de secundària, iniciativa per la que va rebre un premi a l'excel·lència en l'ensenyament de les matemàtiques.